# Abraham Ulrich

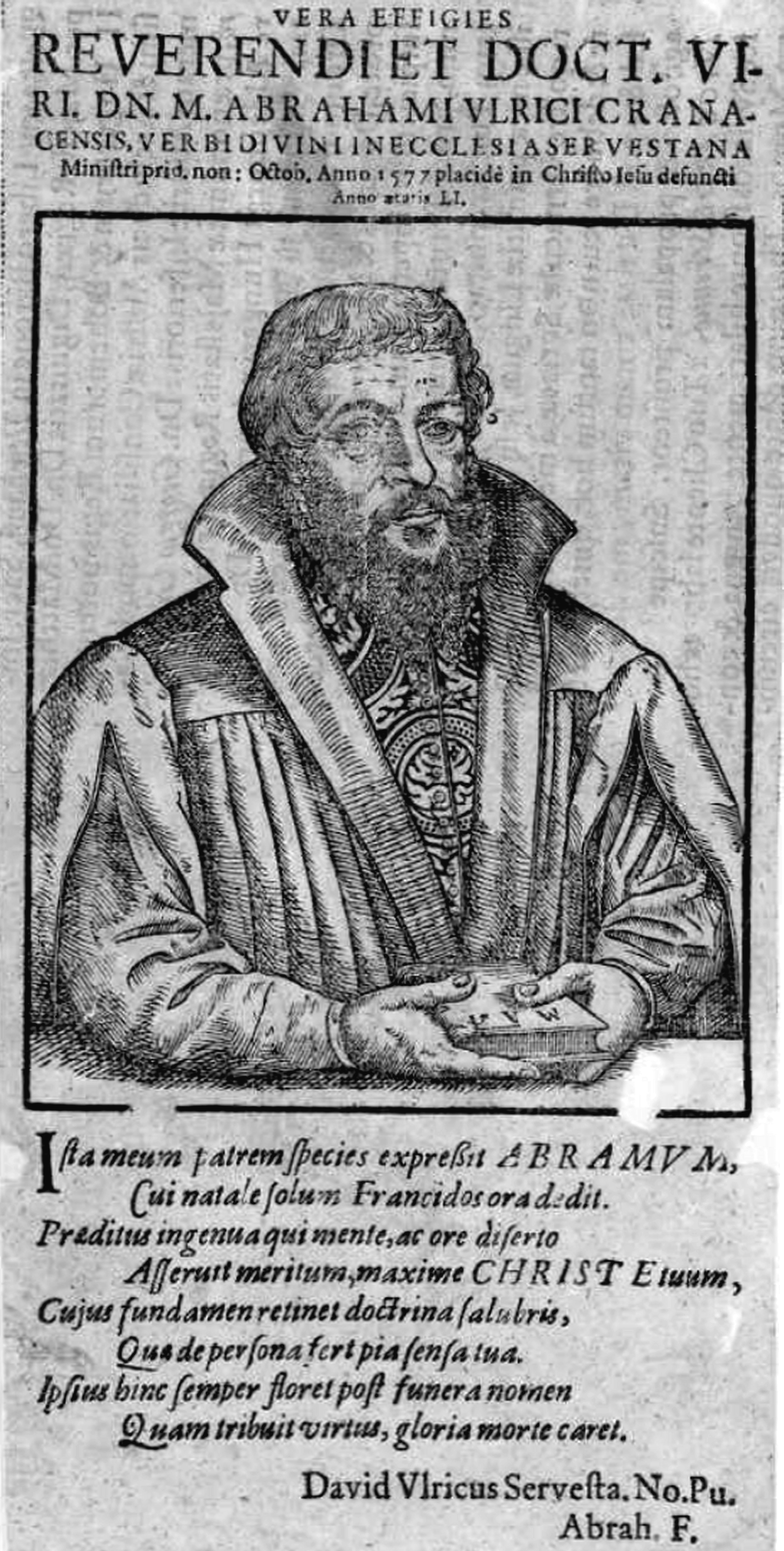
Abraham Ulrich, 1577

Abraham Ulrich (auch: Abraham Hulderich; * 21. Februar 1526 in Kronach; † 6. Oktober 1577 in Zerbst) war ein deutscher evangelischer Theologe.

## Leben
Ulrich war der Sohn des Kronacher Ratsherrn Hans Ulrich und dessen Frau Margarethe (geb. Kaiser). Nach anfänglicher Ausbildung an seinem Geburtsort, immatrikulierte er sich im August 1543 an der Universität Wittenberg. Hier dürfte er Martin Luther und Philipp Melanchthon kennen gelernt haben. Sein Studium setzte er im Sommersemester 1544 an der Universität Leipzig fort. Zurückgekehrt an die Wittenberger Hochschule erwarb er am 14. August 1550 den akademischen Grad eines Magisters der sieben freien Künste. Anschließend wurde er Hauslehrer der Kinder des Grafen Wolfgang von Barby und Mühlingen. Diese Zöglinge scheint er 1553 auf Reisen durch verschiedene europäische Städte begleitet zu haben. 1556 ist er in Wittenberg wieder nachweisbar, wo er in den Turmknäufen der Stadtkirche ein Schriftstück deponierte. Am 18. Oktober 1556 wurde er in den Senat der philosophischen Fakultät rezipiert und übernahm damit eine Dozententätigkeit an der Wittenberger Hochschule.
1558 folgte er einen Ruf als Pfarrer an die Bartholomäuskirche in Zerbst. Dort widmete er sich dem Aufbau der St.-Bartholomäus-Schule und deren Bibliothek. Er beteiligte sich auch an den Verhandlungen zur Konkordienformel. Von ihm stammen einige theologische Gelegenheitsschriften, Literatur zur christlichen Erbauung und zur Geschichte der Fürsten Anhalts. Auch ist er als geistlicher Lieddichter in Erscheinung getreten. 1571 wurde er als Nachfolger von Theodor Fabricius Superintendent des Fürstentums Anhalt. Während seiner Amtszeit nahmen die innerprotestantischen Auseinandersetzungen immer mehr zu, wobei die anhaltinischen Theologen sich verstärkt als Philippisten etablierten und sich so der theologischen Auffassung des Johannes Calvin annäherten. Unter seinem Nachfolger Wolfgang Amling entwickelte sich die evangelische Kirche Anhalts zur reformierten Ausrichtung. Ulrich wurde ein Opfer der in Zerbst grassierenden Pest.

## Familie
Ulrich war mit Anna Erfurt (* 9. September 1537 in Barby; † 18. September 1577 in Zerbst), der Tochter des Stadtschreibers und Bürgermeisters von Barby Bartholomäus Erfurt verheiratet. Aus der Ehe sollen elf Kinder stammen. Sie starb bei der Geburt des jüngsten Kindes.
- Agnes (Hagna) Ulrich (* 10. Juli 1559 in Zerbst; † 3. November 1587 ebd.) verh. 21. Januar 1577 in Zerbst mit dem Komponisten Gallus Dreßler
- David Ulrich (* 24. März 1561 in Zerbst; † 7. Juni. 1626 ebd.) 1. September 1575 Uni. Wittenberg, 1576 Uni. Leipzig, 10. Mai 1582 Gymn. Illustre Zerbst, Wintersemester 1582 Uni. Jena, 7. Juni 1597 Reichskammergericht Speier, wurde Notar in Zerbst, ⚭ 1. mit Maria Hunderthauer († 1612), Tochter des Zerbster Bürgermeisters Andreas Hunderthauer († 15. Juni 1612); ⚭ 2. Sabina Sachs, Tochter des Halberstädter Superintendenten Daniel Sachs.
- Abraham Ulrich (* 3. November 1562 in Zerbst; † 29. Oktober 1584)
- Elias Ulrich (* 2. November 1564 in Zerbst; † 23. Juli 1601 ebd.) Buchhändler, ⚭ um 1588 mit Maria Prätorius († 19. Juli 1601 in Zerbst), die Tochter des Pfarrers in Kreuzburg/Thüringen Michael Prätorius (Schulze) und dessen Frau Magdalena Leicher, die Witwe des Diakons an der Bartholomäuskirche in Zerbst Markus Heise (verh. 1575; * Delitzsch, begr. 11. Februar 1578 in Zerbst) und des Zerbster Bürgermeisters Jakob von Jena
- Daniel Ulrich (* 10. Oktober 1566 in Zerbst; † 9. September 1637 in Zerbst/Altenbrücken) Bürger Zerbst, ⚭ 30. August 1591 mit Katharina Lönnies
- J. (Johann ?) Ulrich (* 12. Juli 1569 in Zerbst; † 12. Januar 1575 ebd.)
- Maria Ulrich (* 28. Februar 1570 in Zerbst; † 18.11.1626 ebenda) ⚭ Johannes Theopold (* 27. Juli 1563 in Hildburghausen; † 28. Mai 1628 in Zerbst)[2]
- C. (Conrad ?) Ulrich (* 23. Oktober 1572 in Zerbst; † 28. November 1577 ebd.)
- Justus Ulrich (* 6. April 1574 in Zerbst; † 7. Oktober 1577 ebd.)
- E. (Ernst ?) Ulrich (* 4. Juni. 1576 in Zerbst; † 31. August 1576  ebd.)